# エトベス数
エトベス数（エトベスすう、英: Eötvös number）とは、浮力と表面張力の比を表す無次元量である。液中の液滴、気泡などの解析に用いられる。その名はエトヴェシュ・ロラーンドにちなむ。ボンド数（英: Bond number）とも呼ばれる。

## 定義
エトベス数 Eo は次式で定義される：
{\displaystyle Eo={\frac {\Delta \rho \,g\,L^{2}}{\sigma }}}
ここで、
- Δρ：密度差
- g ：重力加速度
- L ：代表長さ
- σ：表面張力

である。

## 利用法

### 油滴の径
油など、水と混ざり合わない液滴を注射針の先端から水の中に落とし入れる実験を考える。その油滴の径を決める式を無次元で表したときに、エトベス数が現れる。
油滴の径d に関係しそうな物理量として、
- a ：注射針の内径（代表長さ）
- σ ：水と油の間の界面張力
- Δρ ：水と油の密度差
- g ：重力加速度

が考えられる。
これらの量の間に関係式が成り立つとすると、次元解析から、k を無次元の比例定数、q を指数として
{\displaystyle d=k\,a^{1+2q}\,\sigma ^{-q}\,\Delta \rho ^{q}\,g^{q}}
または
{\displaystyle {\frac {d}{a}}=k\left({\frac {a^{2}\Delta \rho g}{\sigma }}\right)^{q}=k\cdot {Eo}^{q}}
が導かれ、油滴の径はエトベス数により決まることがわかる。
このことは表面張力の測定、あるいは微量液滴の流量計測に応用できる。

### 容器の縁から盛り上がる水面
コップなどの容器に水を一杯まで注いだ時、表面張力により水面はその縁を超えて盛り上がる。この盛り上がりの高さhはヤング・ラプラスの式より、エトベス数を用いて
{\displaystyle {\frac {h}{d}}=Eo^{-1}+{\sqrt {Eo^{-1}(Eo^{-1}+c)}}}
のように表される。ここで、
- Eo := ρgd/σ
- d : 容器の直径。代表長さにはこの量をとる。
- ρ : 水の密度
- c : 縁の形状や水の状態によりc = 1, 2, 3のいずれかの値をとる定数

後述の毛管長lを用いると、上式は以下のようにも表すことができる：
{\displaystyle {\frac {h}{l}}={\frac {l}{d}}+{\sqrt {\left({\frac {l}{d}}\right)^{2}+c}}.}

## 毛管長
次式で定義される量 l を毛管長という。
{\displaystyle l:={\sqrt {\frac {\sigma }{\Delta \rho \,g}}}}
毛管長 l を用いると、エトベス数 Eo は次のように書ける。
{\displaystyle Eo=\left({\frac {L}{l}}\right)^{2}}
毛管長は液滴に対して表面張力と重力のどちらの効果が支配的になるかを分ける大きさの目安となる。たとえば水の場合、毛管長は約 2.7 mmである。